# Embraer EMB 314
Die Embraer EMB 314 Super Tucano ist ein leichtes COIN- und Luftnahunterstützungsflugzeug des brasilianischen Herstellers Embraer. Die Maschinen tragen auch die brasilianische Luftwaffenkennungen ALX oder A-29 (ursprünglich nur die offizielle US-Bezeichnung, inzwischen weitestgehend übernommen).

## Geschichte
Es gibt zwei Versionen des Flugzeugs: Die EMB 314 Super Tucano als Trainingsflugzeug und die A(T)-29 ALX als militärisches Überwachungs- und Erdkampfflugzeug. Die A-29 ist ein Einsitzer, die AT-29 ein Zweisitzer. Als Basis der Entwicklung diente die Embraer EMB 312. Mitte der 1990er-Jahre wurde eine um 1,37 m verlängerte Version mit der Bezeichnung EMB 312H Super Tucano vorgestellt, deren Prototyp am 9. September 1991 zum ersten Mal flog. Diese war mit einem P&W Canada PT6A-68/I mit 1193 kW Leistung und fünfblättriger Luftschraube ausgerüstet. Zudem wurden Avionik, Schleudersitze und weitere Komponenten verändert. Aus diesen Maschinen wurde die EMB 314 Super Tucano für den amerikanischen JPATS-Wettbewerb entwickelt, deren erster der beiden Prototypen am 15. Mai 1993 zum Erstflug startete. Angetrieben wurden die beiden Prototypen von einer PWC PT6A-68-5 mit 932 kW.
Die Maschine war im Wettbewerb um den amerikanischen Auftrag zwar nicht erfolgreich, wurde aber Basis für die Eigenentwicklung ALX. Diese entsprach den Anforderungen der brasilianischen Luftwaffe für ein bewaffnetes Patrouillenflugzeug zur Überwachung des Amazonasgebietes (SIVAM-Programm). Die beiden Super Tucano wurden zu ALX-Prototypen umgebaut und flogen 1996 erstmals in dieser Ausführung.
Der erste vollwertige Prototyp, der dem Serienstand entsprach, hatte am 2. Juni 1999 seinen Erstflug. Im August 2001 unterzeichnete die brasilianische Luftwaffe einen Vertrag zum Kauf von 76 ALX (25 Einsitzer und 51 Zweisitzer), deren Auslieferung Ende 2003 begann.
Im Dezember 2005 bestellte Kolumbien einige Maschinen, deren Auslieferung ab 2006 begann. Der Verkauf von 24 Maschinen an Venezuela wurde infolge von Sicherheitsbedenken der USA aufgegeben. Das private Sicherheits- und Militärunternehmen Academi, das unter anderem im Irak und in Afghanistan tätig ist, kaufte 2008 eine Maschine dieses Typs für seine Tochtergesellschaft EP Aviation LLC.
Im Jahr 2008 testete die US Navy die Super Tucano für das US Special Operations Command, woraufhin diese die Bezeichnung A-29 erhielt. Daraufhin bot Embraer die A-29 im Jahr 2009 der US Air Force an. Im Dezember 2010 erhielt Paraguay von Brasilien drei EMB 314 Super Tucano/ALX im Rahmen des Programms zur militärischen Zusammenarbeit. Die Maschinen dienen zur militärischen Ausbildung und haben keine Waffenanlage an Bord.
Brasilien wird 68 A-29 Super Tucanos zu A-29M umrüsten, um mit Gripen kompatibel zu sein.

## Technik
Unterschiede zur EMB-312H sind unter anderem eine verstärkte Zelle und ein verstärktes Cockpit mit Kevlarpanzerung, HOTAS-Steuerung, Head-up-Display und Multifunktionsbildschirmen. Die Piloten können optional mit am Helm befestigten Nachtsichtgeräten ausgestattet werden. Damit sollen sie – besonders mit der A-29 – Drogenschmuggler bekämpfen. Außerdem sind ein GPS-Empfänger und TCAS an Bord.

### Varianten
A-29A
einsitzige Basisvariante für den Einsatz als leichtes Erdkampfflugzeug, Erstflug 2. Juni 1999.
A-29B
zweisitzige Basisvariante für die Fortgeschrittenenschulung oder als Erdkampfflugzeug, Erstflug 22. Oktober 1999.
A-29C
zweisitzige Ausführung als leichtes Erdkampfflugzeug, Entwicklung für das US Special Operations Command.
A-29M
modernisierte Versionen älterer Exemplare für Brasilien mit neuer Avionik, Sensorik und Panzerung, neuen Selbstschutz- und Waffensystemen und Datenlinks.
A-29N
zweisitzige Variante ohne Doppelsteuerung für NATO-Staaten mit auf Erfordernisse des Bündnisses angepasster Kommunikationsausrüstung.

## Nutzerstaaten

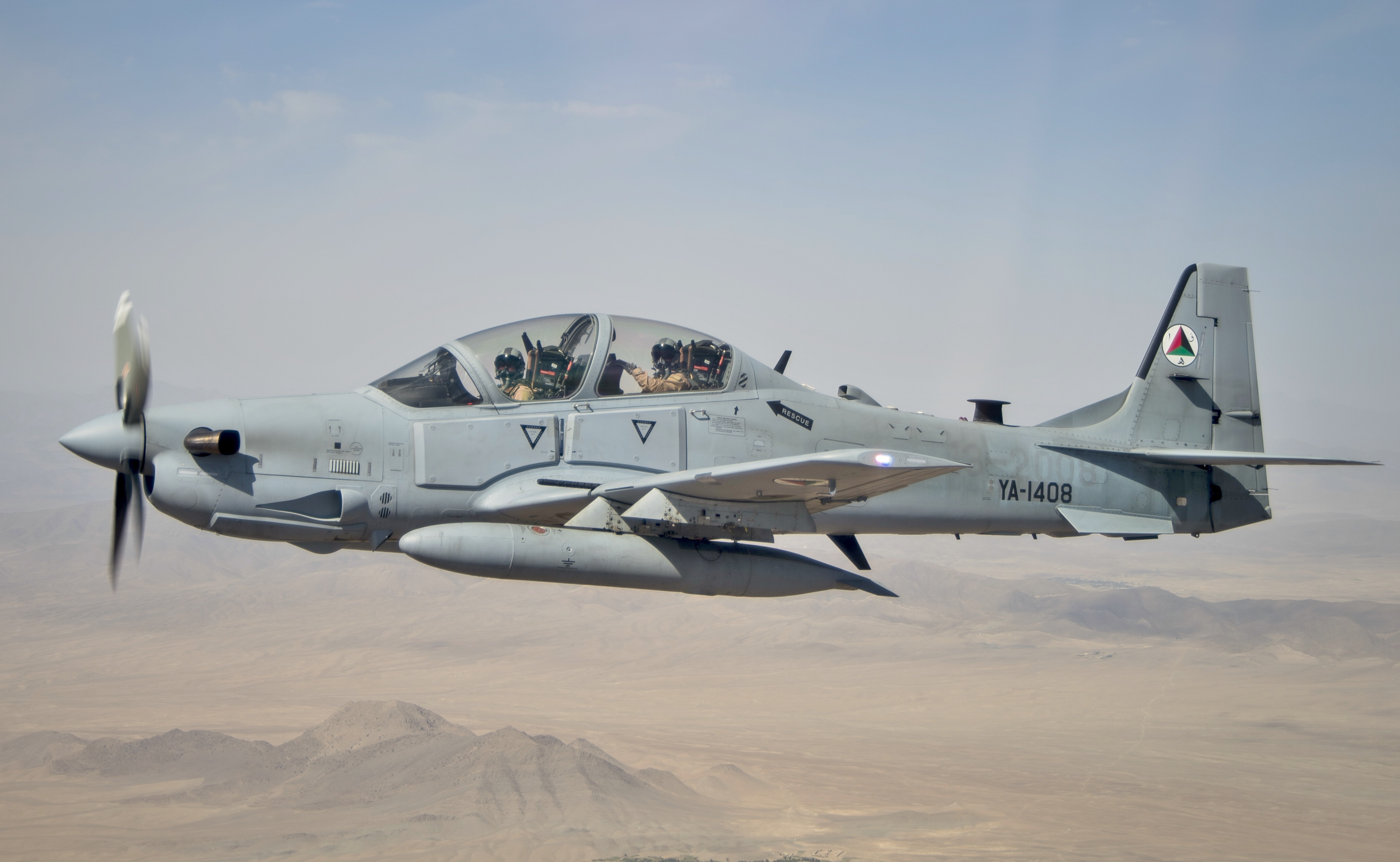
A-29B der afghanischen Luftwaffe

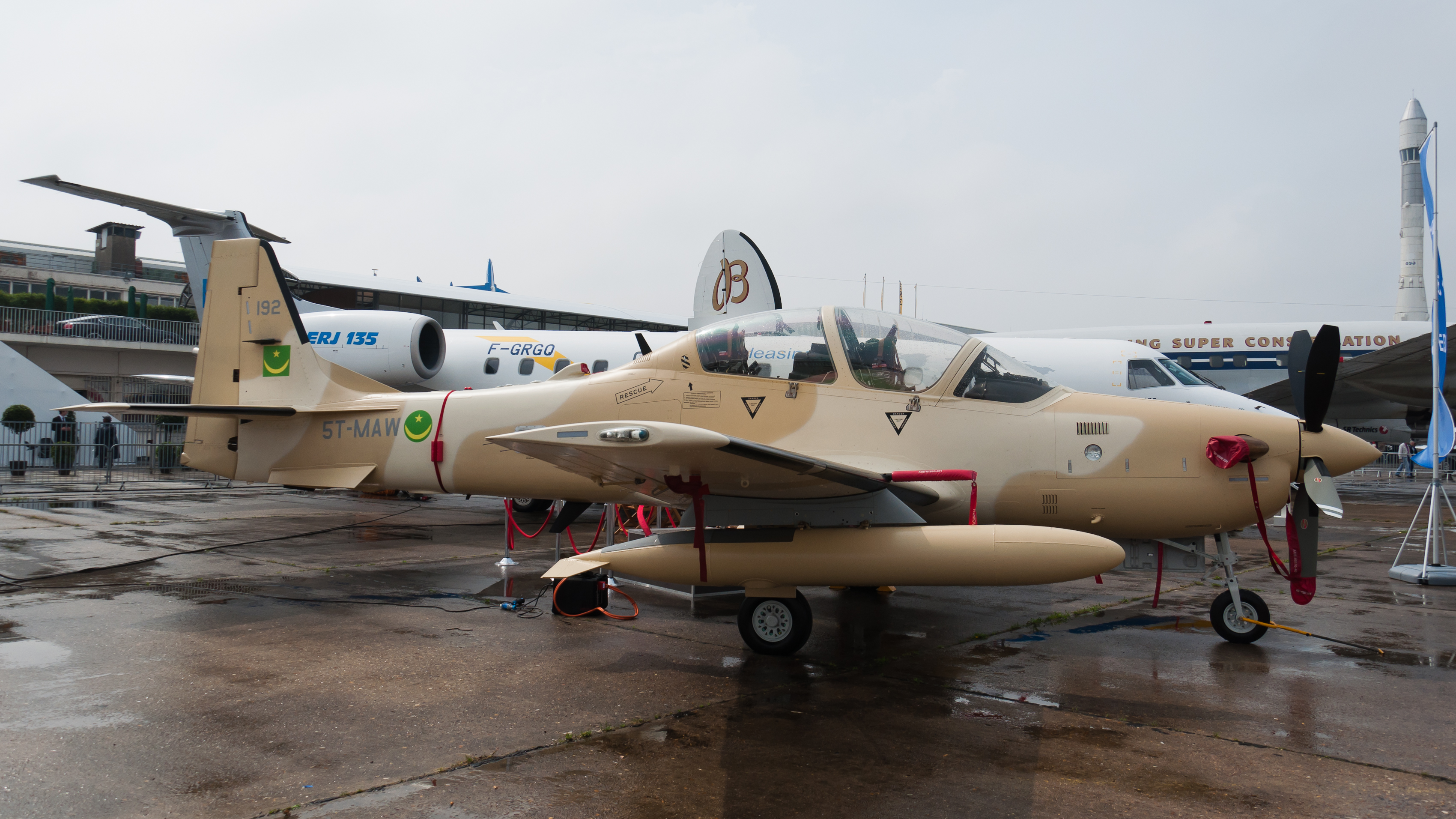
A-29B Super Tucano der Luftstreitkräfte Mauretaniens auf der Paris Air Show, 2013

Afghanistan
Afghanische Luftwaffe: 36 A-29B, Auslieferung seit 15. Januar 2016 durch die Sierra Nevada Corporation im Auftrag des US-amerikanischen Verteidigungsministeriums. Im August 2021 fielen diese Maschinen zum Teil unter die Kontrolle der Taliban. 22 Maschinen wurden nach Usbekistan überführt.
 Angola
Força Aérea Nacional de Angola: 6 A-29B werden seit 2013 ausgeliefert.
 Brasilien
Força Aérea Brasileira: 99, 33 A-29A, 66 A-29B, 68 A-29M (letztere umgerüstete Exemplare); Die FAB war der Auftraggeber und Erstbesteller, die Lieferung erfolgte vom Dez. 2003–2006.
 Burkina Faso
Force Aérienne de Burkina Faso: 3 A-29B sind 2011 ausgeliefert worden
 Chile
Fuerza Aérea de Chile: 18 A-29B; Die FACh hat in zwei Losen 18 Maschinen erhalten, 2009/10 die ersten 12 und 2018 erneut 2, 4 weitere folgen im Verlaufe des Jahres 2018.
 Dominikanische Republik
Fuerza Aérea Dominicana: 8 A-29B, seit 2010 im Einsatz als Trainer und Küstenüberwachungsflugzeug
 Ecuador
Fuerza Aérea Ecuatoriana: 24 A-29B, Auslieferungen seit 2009
 Ghana
Ghana Air Force: 9 EMB 314 Super Tucano
 Honduras
Fuerza Aérea Hondureña: 2 EMB 314 Super Tucano
 Indonesien
Indonesische Luftstreitkräfte: 16 EMB 314 Super Tucano
 Kolumbien
Fuerza Aérea Colombiana: 25 A-29B, erste Lieferung im Dezember 2006
 Libanon
Streitkräfte des Libanon: 6 A-29B, Auslieferung seit Oktober 2017
 Mali
Force Aérienne de la République du Mali: 4 EMB-314 Super Tucano, Auslieferung 2018
 Mauretanien
Force Aérienne Islamique de Mauritanie: 4 A-29B, eine bereits im Oktober 2012 ausgeliefert
 Nigeria
Nigerian Air Force: 12 A-29B, Auslieferung seit 2020
 Panama
Servicio Nacional Aeronaval: 4 A-29N (Bestellabsicht 2025)
 Paraguay
Fuerza Aérea Paraguaya: 6 A-29B (Auslieferung 2025)
 Philippinen
Philippine Air Force: 6 A-29B, Auslieferung 2020
 Portugal
Força Aérea Portuguesa: 12 A-29N, Auslieferung ab Ende 2025
 Senegal
Armée de l’Air Sénégalaise: 3 A-29B (EMB-314 Super Tucano)
 Uruguay
Fuerza Aérea Uruguaya: 6 A-29, Bestellung 2024 (1) und 2025 (5)
 Vereinigte Staaten
Blackwater Worldwide: 1 EMB-314 Super Tucano für Test durch das heutige US-amerikanische private Sicherheits- und Militärunternehmen Academi, zum Zeitpunkt des Kaufs noch mit der Tochter EP Aviation, Kauf im Juni 2008
United States Air Force: 3 A-29C, ab 2022 Evaluierung eines Einsatzes als leichtes Erdkampfflugzeug durch das AFSOC, seit 2024 bei der USAF TPS
United States Navy: 1 EMB-314 Super Tucano, für Tests für das Programm Imminent Fury.

## Technische Daten
| Kenngröße             | Daten                                                                        |
| --------------------- | ---------------------------------------------------------------------------- |
| Besatzung             | 1–2 Piloten                                                                  |
| Länge                 | 11,30 m                                                                      |
| Spannweite            | 11,14 m                                                                      |
| Höhe                  | 3,97 m                                                                       |
| Flügelfläche          | 19,4 m²                                                                      |
| Flügelstreckung       | 6,4                                                                          |
| Nutzlast              | 1.800 kg                                                                     |
| Leermasse             | 3.150 kg                                                                     |
| Max. Startmasse       | 4.918 kg                                                                     |
| Reisegeschwindigkeit  | 535 km/h                                                                     |
| Höchstgeschwindigkeit | 590 km/h                                                                     |
| Dienstgipfelhöhe      | 10.600 m                                                                     |
| Reichweite            | 1.568 km                                                                     |
| Kampfreichweite       | 540 km                                                                       |
| Steigrate             | 24 m/s (auf MSL)                                                             |
| Triebwerk             | 1× Propellerturbine Pratt & Whitney Canada PT6A-68/1 mit 1.600 PS (1.177 kW) |
| Technische Ausrüstung | GPS / Nachtflugausrüstung / TCAS                                             |

## Bewaffnung
fest installierte Bewaffnung in den beiden Tragflächen
- 2 × 12,7-mm-Maschinengewehr FN Herstal M3P mit 250 Schuss Munition in je einem Munitionsbehälter in den Tragflächen

Bewaffnung bis zu 1550 kg an fünf Außenlaststationen unter den beiden Tragflächen und dem Rumpf
Luft-Luft-Lenkwaffen
- 2 × Raytheon AIM-9L „Sidewinder“ – wärmebildgesteuerte selbstzielsuchende Kurzstrecken-Luft-Luft-Lenkwaffe
- 2 × Mectron MAA-1 „Piranha“ – wärmebildgesteuerte selbstzielsuchende Kurzstrecken-Luft-Luft-Lenkwaffe
- 2 × Rafael Python-3 – wärmebildgesteuerte selbstzielsuchende Kurzstrecken-Luft-Luft-Lenkwaffe
- 2 × Rafael Python-4 – wärmebildgesteuerte selbstzielsuchende Kurzstrecken-Luft-Luft-Lenkwaffe

ungelenkte Luft-Boden-Raketen
- 4 × LM-70/19-Raketen-Rohrstartbehälter für je 19 × ungelenkte Luft-Boden-Raketen SBAT-70; Kaliber 70 mm
- 4 × LAU-68A/G-Raketen-Rohrstartbehälter für je 7 × ungelenkte Luft-Boden-Raketen Hydra; Kaliber 70 mm
- 4 × TBA 68-7-Startbehälter für je 7 × ungelenkte Luft-Boden-Raketen SNEB-Raketen; Kaliber 68 mm
- 4 × TBA Telson 12JF für je 12 × ungelenkte Luft-Boden-Raketen SNEB-Raketen; Kaliber 68 mm
- 4 × Avribas LM-70/4 SBAT-70 Skyfire-Raketen-Rohrstartbehälter für je 4 × ungelenkte Luft-Boden-Raketen SBAT-70; Kaliber 70 mm
- 4 × Avribas LM-70/7 SBAT-127 Skyfire-Raketen-Rohrstartbehälter für je 7 × ungelenkte Luft-Boden-Raketen SBAT-70; Kaliber 70 mm
- 4 × SNIA Medusa-Raketen-Rohrstartbehälter für je 6 × ungelenkte Luft-Boden-Raketen SNIA-BPD; Kaliber 81 mm

gelenkte Luft-Boden-Raketen
- AGM-65 Maverick
- CIRIT

gelenkte Bomben
- 4 × GBU-12 „Paveway II“ – lasergelenkte Gleitbombe (227 kg)
- 4 × Mectron SMKB-82 (Mk.82, 227-kg-Bombe mit Britanite-INS/GPS-Sensor)
- 4 × lasergelenkte Gleitbombe (227 kg mit Elbit-Lizard-Laserlenkaufsatz)
- 4 × lasergelenkte Gleitbombe (227 kg mit IAIA-Griffin-Laserlenkaufsatz)
- 8 × Raytheon AGM-175 Griffin – Gleitbombe (15 kg)

Freifallbomben
- 10 × Mk.81 (113-kg-Freifallbombe)
- 5 × Mk.82 (227-kg-Freifallbombe)
- 5 × STA BK-BR 250 (250-kg-Freifallbombe)
- 5 × Cardoen APF 82 (230-kg-Splitterbombe)
- 4 × M117 (343-kg-Freifallbombe)
- 4 × BINC-300 (282-kg-Aerosolbombe)
- 4 × BME-330 (324-kg-Streubombe mit 180 Bomblets)
- 4 × Cardoen CB-500 (245-kg-Streubombe mit 240 PM-1-Bomblets)
- 4 × Ferrimar WB-500 (227-kg-/500-lb-Streubombe mit 240 Bomblets)
- 4 × Avibras AV BI-250 (250-kg-Napalmbombe)

Externe Behälter
- 2 × GIAT-Maschinenkanonenbehälter M20A1 (POD M20A1 im Kaliber 20 mm mit 180 Schuss Munition)
- 2 × GIAT-Maschinenkanonenbehälter M621 mit je 1 × 20-mm-Maschinenkanone AME 582 mit 250 Schuss Munition
- 4 × FN Herstal ETNA-TMP-5-Maschinengewehrbehälter mit je 2 × 7,62-mm-Maschinengewehren FN MAG 58P mit je 500 Schuss Munition
- 4 × FN Herstal HMP-250-LCC-Maschinengewehrbehälter mit je 1 × 12,7-mm-Maschinengewehr FN-M3P mit 250 Schuss Munition
- 4 × FFV UNI-Pod 0127-Maschinengewehrbehälter mit je 1 × 12,7-mm-Maschinengewehr AN-M3 mit 220 Schuss Munition
- 4 × Aerea SpA TGP-Maschinengewehrbehälter mit je 2 × 7,62-mm-Maschinengewehren mit 1000 Schuss Munition
- 2 × SNIA MTP-Behälter mit je 1 × 12,7-mm-Maschinengewehr mit 250 Schuss sowie je 6 × ungelenkte Luft-Boden-Raketen SNIA PBD 81; Kaliber 81 mm
- 3 × abwerfbare Zusatz-Treibstofftanks für 330 Liter (87 US gal) Kerosin

### Selbstverteidigungssysteme
- 2 × Täuschkörperwerfer
- Düppel

### Sensorik
- 1 × Wärmebildgerät FLIR AN/AAQ-22 Star SAFIRE II (elektrooptisch kombiniert mit einem Wärmebildsensor)
- 2 × AN/AAR-60(V)2 Lenkwaffenwarnsensor (englisch MAWS für Missile Approach Warning System)
- 4 × Radarwarnsensoren (englisch RWR für Radar Warning Receiver)